# Tornbergssjön
Tornbergssjön är en mindre, övervägande igenväxt skogssjö belägen sydost om Tornbergets naturreservat i Haninge kommun i Stockholms län. Sjön ingår i Tyresån-Trosaåns kustområde. Sjön är 6,2 meter djup, har en yta på 0,01 kvadratkilometer och befinner sig 75 meter över havet. Sjön ligger i den inre delen av Hanveden på Södertörn, söder om Stockholm.

## Allmänt
Tornbergssjön ligger i ett Natura 2000-område som även omfattar myren Odonrumpan i väster och Svartsjön, Trehörningen och Långsjön, samt myren Storflagen i öster.
Natura 2000-området med namnet "Hanveden" utgör endast en mindre del av dess omfattande skogsområde mellan Haninge och Huddinge.
På Tornbergssjöns södra sida finns en klippa som fungerar som en rastplats utmed Sörmlandsleden. Leden fortsätter sen upp till Tornberget som är Södertörns och Stockholms läns högsta punkt (cirka 111 m ö.h.). Över Tornbergets krön går även "Tornbergsslingan", en av de leder som tillhör Paradisets naturreservat.
Till Tornbergssjön kan man utgå från torpet Paradiset där det finns en parkering. Därifrån är det cirka två och en halv kilometers vandring längs Sörmlandsledens Nynäshamnsgren till Tornbergets topp, efter ytterligare några hundra meters promenad så når man Tornbergssjön.

## Bilder

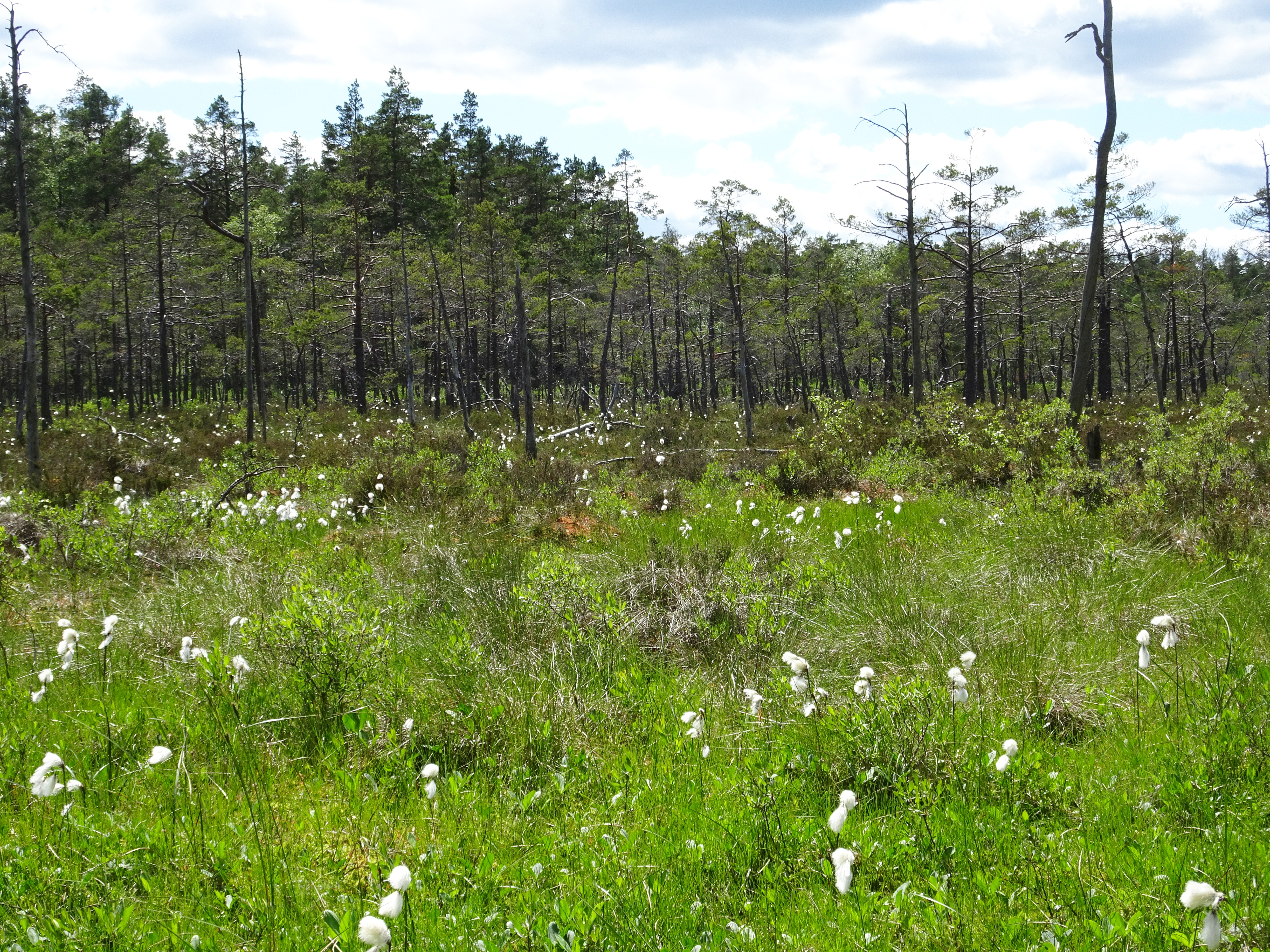
Tornbergssjön på våren 2021.
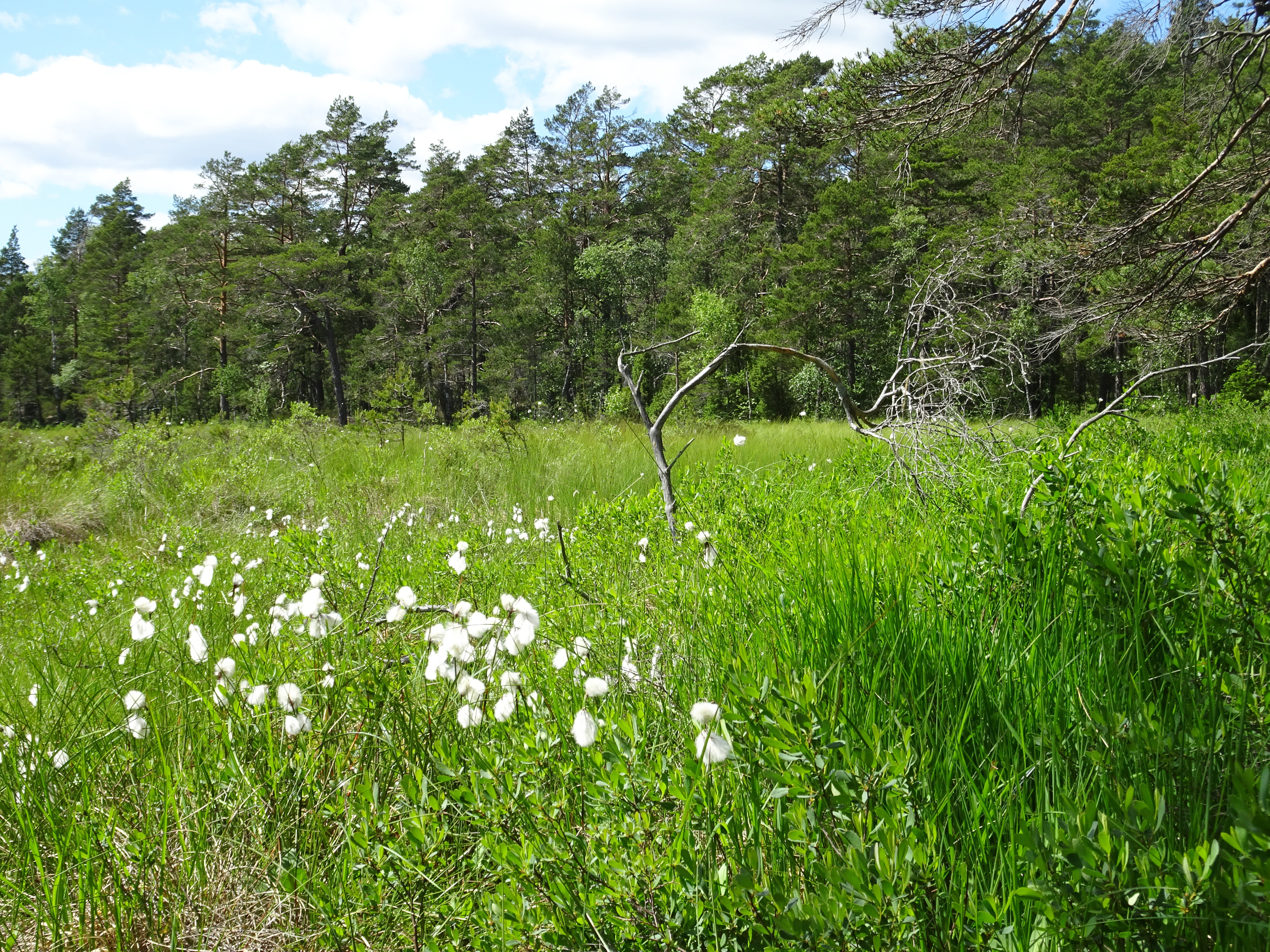
Tornbergssjön på våren 2021.
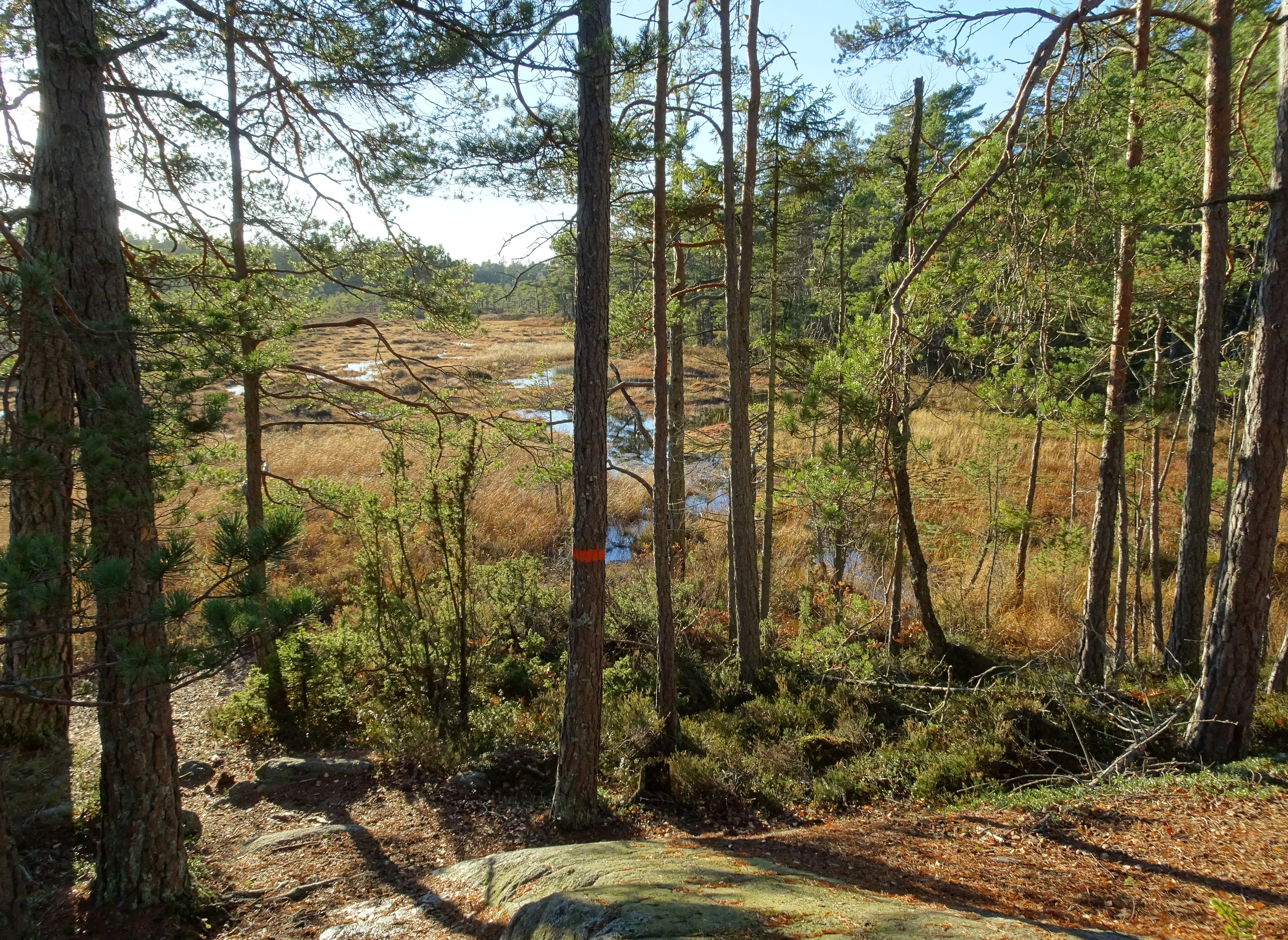
Tornbergssjön på hösten 2017.
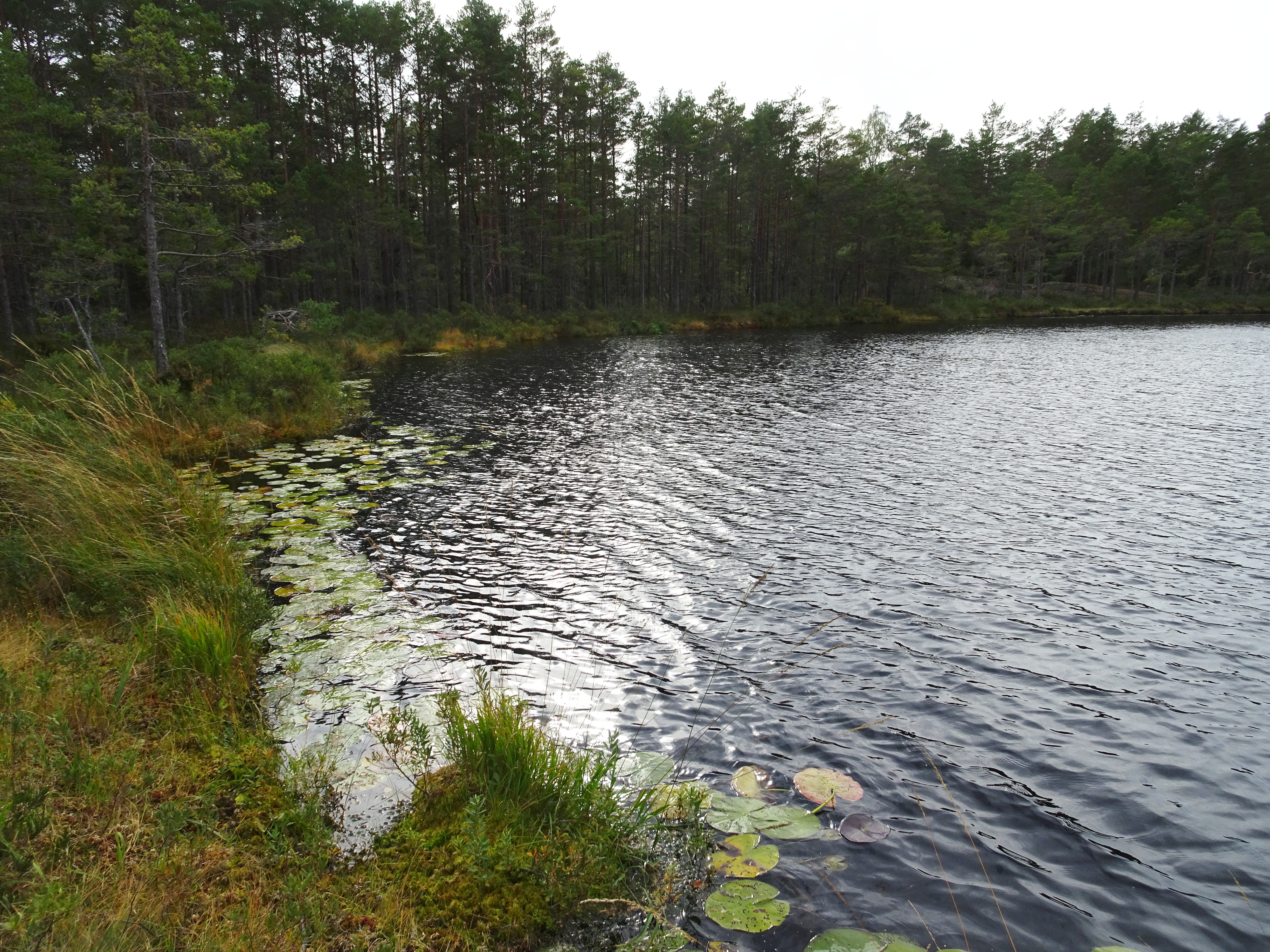
Tornbergssjön på hösten 2018.